# Walter Boenicke
Walter Boenicke (15 de diciembre de 1895 - 21 de abril de 1947) fue un general alemán (General der Flieger) en la Luftwaffe durante la Segunda Guerra Mundial que comandó la 3.ª División de Aviadores (3. Flieger Division).  Fue condecorado con la Cruz de Caballero de la Cruz de Hierro. Boenicke se rindió a las tropas británicas en mayo de 1945 y se suicidó el 21 de abril de 1947.

## Condecoraciones
- Cruz de Caballero de la Cruz de Hierro el 14 de mayo de 1944 como Generalleutnant y comandante de la 3. Flieger-Division[1]